# سوارنظام رومی

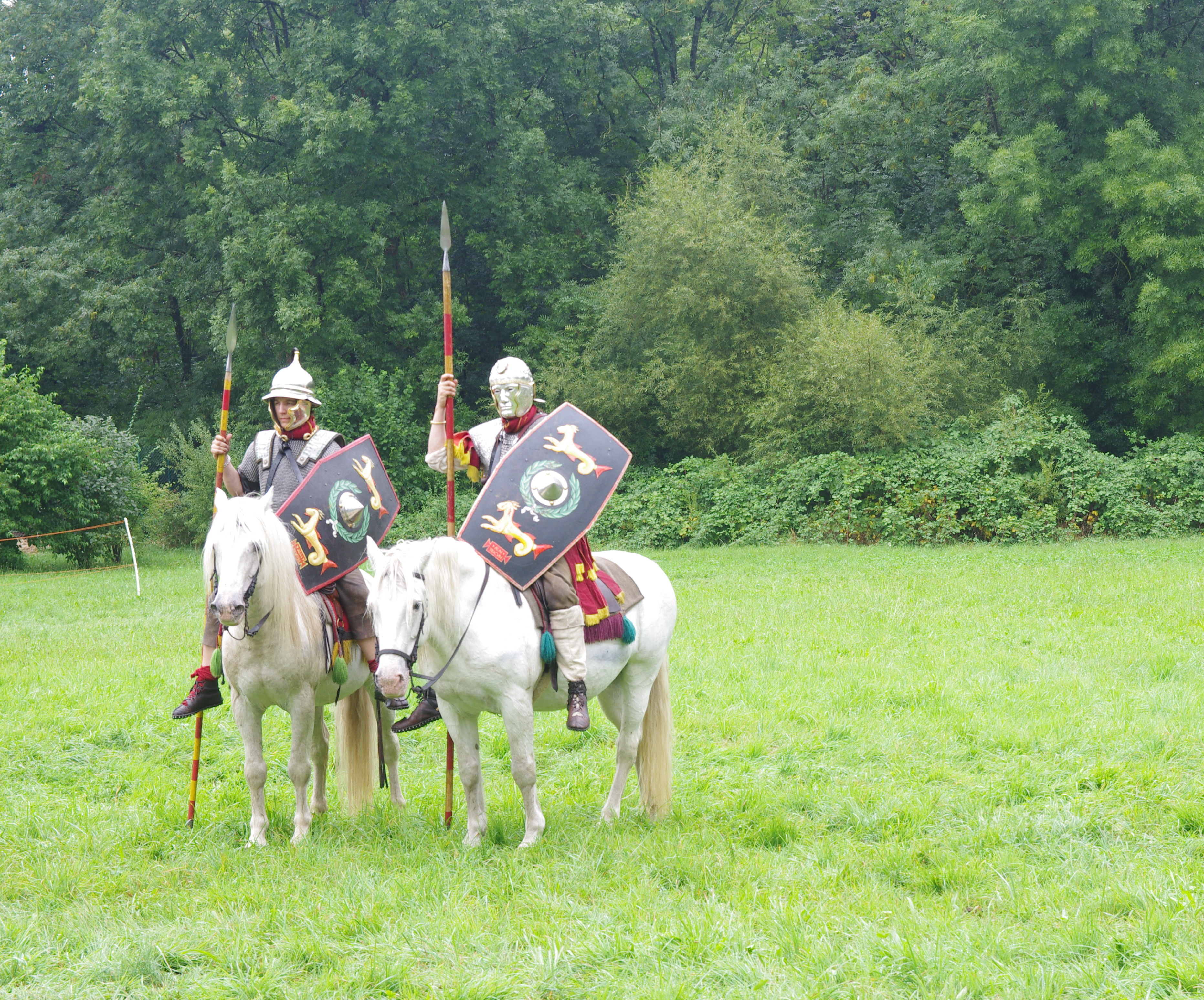
بازسازی سوار نظام رومی

سواره نظام رومی (لاتین: equites Romani) به نیروهای سوار بر اسب ارتش روم در طول دوران پادشاهی، جمهوری و امپراتوری اشاره دارد. در دوران سلطنت سواره نظام رومی گروهی متشکل از ۳۰۰ سرباز به نام سلرس(celeres,) بودند که وظیفه محافظت از پادشاه را بر عهده داشتند. بعداً تعداد آنها دو برابر شد و به ۶۰۰ و سپس احتمالاً ۱۸۰۰ رسید. همه اعضای سواره نظام متشکل از طبقه پاتریسین‌ها بودند. در دوره جمهوری، نام عمومی سواره نظام، ایکوئیت‌ها (معنی لاتین=اقوام) بود و این واحدها شامل کلاس سوارکاری و کلاس اول، با یک گروه ۳۰۰ سواره در هر لژیون بود.
آنها به ۱۰ گروه ۳۰ نفره تقسیم می‌شدند. هر گروه سه رهبر را انتخاب می‌کرد که به نام دکوریون شناخته می‌شدند. بعدها سواره نظام رومی استفاده از شهروندان رومی را به عنوان سواره نظام متوقف کردند و به اُئوکسیلیا و نیروهای خارجی متکی شدند.
سواره نظام رومی از کلاه ایمنی کورنتی، محافظ سینه برنزی و زانوبند (Greave)های برنزی استفاده می‌کردند. بعداً جوشن نیز در سوار نظام مورد استفاده قرار گرفت. تسلیحات آنها شامل نیزه (lanceae)، شمشیر بلند (اسپاتا spatha) و نیزه‌های کوتاه پرتابی (akontes) بود.
مورخانی مانند فیلیپ سیدنل استدلال می‌کنند که سواره نظام رومی بخش مهمی از ارتش جمهوری بود. با این حال، مورخان دیگر شکست‌هایی مانند نبرد کانای و نبرد تربیا را به عنوان گواهی بر این ادعا می‌آورند. تاکتیک‌های سواره نظام شامل ابتدا رویارویی با سواره نظام دشمن، سپس حمله به پیاده‌نظام دشمن از جهت‌های مختلف برای پرت کردن حواس فرمانده و شکستن خط دفاعی آنها بود. در اواخر امپراتوری از سواره نظام سبک و کمانداران سواره برای درگیری استفاده می‌شد.